# Crocidura desperata
Crocidura desperata és una espècie de mamífer eulipotifle de la família de les musaranyes (Soricidae).
Viu per damunt dels 1.500 m d'altitud.
Es troba al sud de Tanzània: les muntanyes Udzungwe.
Les seves principals amenaces són la fragmentació del seu hàbitat i la pèrdua dels boscos.